# John Weakland
John H. Weakland (* 8. Januar 1919 in Charleston, West Virginia; † 18. Juli 1995 in Palo Alto, Kalifornien) war ein US-amerikanischer Chemiker, Anthropologe und Mitgründer der Palo-Alto-Gruppe. Er gilt als „Pionier im Feld der systemischen Therapie“. Mit seiner scharfen Ablehnung der konventionellen Krankheitsmodelle profilierte er sich als kategorischer Kritiker der traditionellen Psychiatrie.

## Leben und Werk
Nach dem Studium der Chemie arbeitete John Weakland sechs Jahre als Ingenieur, wandte sich aber 1947 der Anthropologie und Soziologie zu, studierte bei Gregory Bateson, Margaret Mead und Ruth Benedict in New York. 1952 oder 1953 holte Bateson seinen ehemaligen Schüler – gemeinsam mit Jay Haley, Don D. Jackson und William F. Fry – nach Palo Alto, um dort am Veterans Administration Hospital in einem Forschungsprojekt über die menschliche Kommunikation die Struktur der Paradoxien zu erarbeiten.
Aus dem so genannten Bateson-Projekt entstand einerseits 1956 die Doppelbindungstheorie der Schizophrenie, andererseits 1959 das Mental Research Institute (MRI), auch als Palo-Alto-Gruppe bekannt. Die Doppelbindungstheorie revolutionierte damals das Denken und setzte sich in Widerspruch zur gültigen Hypothese, nach der Schizophrenie intrapsychisch verursacht sei. Die Revolutionäre aus Palo Alto sahen hingegen Beziehungsstrukturen als Verursacher oder zumindest Auslöser des Krankheitsbildes. Ein dadurch evoziertes paradoxes Verhalten hat eine doppelbindende Rückwirkung und verfestigt so die ritualisierte Kommunikation.
Während Bateson von 1951 bis 1962 eine Professur an der Stanford University in Palo Alto innehatte, gründeten Haley, Jackson und Weakland – gemeinsam mit Richard Fisch, Jules Riskin, Virginia Satir und Paul Watzlawick – das MRI, welches rasch internationales Renommée erlangen konnte und zu einer Art Pilgerstätte alternativ orientierter Menschen wurde, die dort – schon vor 1968 – tradierte Strukturen aufbrechen und Konventionen in Frage stellen wollten. In Palo Alto war Weakland mit dem Studium der Analogien zwischen Hypnose und Schizophrenie befasst, engagierte sich für Gerontopsychotherapie und war an der Entwicklung der problemorientierten strategischen Familientherapie beteiligt. Anders als bei der strukturellen Familientherapie stehen hier nicht die Familienkonstellationen und ihre Veränderbarkeit im Brennpunkt, sondern Krankheitsbild oder Problemverhalten werden als jeweils bestmögliche Lösung angesehen, die dem Patienten zur Verfügung steht. Ausgeklügelte „strategische“ Interventionen sollen den Klienten punktgenau zur Lösung führen, indem Experimente und Hausübungen zu verändertem Verhalten verhelfen.
Fisch und Weakland entwickelten in der Folge – und parallel zur Schule von Milwaukee – aus dieser innovativen Form der Familientherapie den lösungsfokussierten Ansatz, gründeten das Brief Therapy Center am MRI und leiteten dieses drei Jahrzehnte lang zu zweit. Fisch ist nach wie vor Direktor dieser Ambulanz. John Weakland war mit dem lösungsfokussierten Therapeuten Steve de Shazer eng befreundet und schrieb auch mehrere Vorworte zu dessen Büchern. Begegnet sind die beiden einander 1976, als de Shazer zur zweiten Don D. Jackson Memorial Conference nach Palo Alto reiste. John Weakland war mit Anna Wu verheiratet.
Bis zu seinem Tod wirkte Weakland als Clinical Associate Professor an der Stanford University.

## Deutschsprachige Publikationen
- Auf dem Wege zu einer Schizophrenie-Therapie. Koautoren: Gregory Bateson, Don D. Jackson, Jay Haley. In: Schizophrenie und Familie. Hrsg. von Jürgen Habermas, Dieter Henrich, Jacob Taubes. Suhrkamp, Frankfurt/Main 1969, S. 11–43 (englische Originalfassung 1956)
- Strategien der Veränderung: Systemische Kurzzeittherapie (gemeinsam mit Fisch und Segal), Stuttgart 1982, 1987
- Interaktion (gemeinsam mit Watzlawick), Bern 1977, 1980
- Beratung älterer Menschen und ihrer Familien: Die Praxis der angewandten Gerontologie, (gemeinsam mit J. J. Herr), Bern 1979, 1984
- Konversation – aber von welcher Art? Systeme 9 (1995): 6–15